# جيمس مارشال هيد
جيمس مارشال هيد هو سياسي أمريكي، ولد في 1855، وتوفي في 1930. نشط حزبياً في الحزب الديمقراطي. وقد انتخب Mayor of Nashville ‏.